# Datex II
Datex II o Datex2 es un estándar de intercambio de datos para intercambiar información sobre el tráfico entre centros de gestión del tráfico, proveedores de servicios de tráfico, operadores de tráfico y medios de comunicación asociados. Contiene, por ejemplo, incidentes de tráfico, obras viales en curso y otros eventos especiales relacionados con el tráfico. Estos datos se presentan en formato XML y se modelan con UML. La norma ha sido elaborada por el organismo técnico Sistemas de transporte inteligentes (CEN/TC 278) del Comité Europeo de Normalización.
La norma consta de 12 partes:
1. Contexto y marco
2. Referencia de la situación
3. Publicación de situaciones
4. Publicaciones de señales de mensaje variable (VMS)
5. Publicaciones de datos medidos y elaborados
6. Publicaciones sobre aparcamientos
7. Elementos de datos comunes
8. Publicaciones y ampliaciones de gestión del tráfico dedicadas al entorno urbano
9. Publicaciones de gestión de señales de tráfico dedicadas al entorno urbano
10. Infraestructura energética
11. Publicación de normas de tráfico interpretables por máquinas
12. Publicaciones relacionadas con las instalaciones